# Шевчук, Вадим Леонидович
Вадим Леонидович Шевчук (укр. Вадим Леонідович Шевчук; 21 октября 1995, Запорожье, Украина) — украинский футболист, защитник.

## Биография
Воспитанник киевского РГУФК и «Динамо». Выступал за молодёжную команду «бело-синих». Осенью 2014 года игрок находился на просмотре в казанском «Рубине». В 2016 году Шевчук выступал за белорусскую «Белшине». В местной Высшей лиге защитник провел 13 матчей.
Позднее украинский футболист играл в российских любительских командах (в числе которых была «Кубань»), а также в коллективах из чемпионата Крыма.